# La Justice de Zaleucos
La Justice de Zaleucos est une fresque détachée sur toile (148 × 197 cm) de Perin del Vaga, datant d'environ 1521 et conservé au musée des Offices de Florence. Cette toile provient du palais Baldassini de Rome.

## Histoire
Cette fresque a été détachée en même temps que celle de Tarquin l'Ancien fondant le temple de Jupiter au Capitole, lors de la restauration du Palais Baldassini en 1830. Il arrive au musée des Offices de Florence en 1880, pour combler une lacune de la collection dédiée à l'école de Raphaël. Cette œuvre vient d'une série de fresques sur l'Histoire de Rome, de l'étage noble du palais dont fait mention Vasari. Cette scène est extrait de Valère Maxime (Factorum et dictorum memorabilium, VI, V, poste 3). Elle est également représentée par Domenico Beccafumi dans le Palazzo Pubblico de Sienne.

## Description
Le législateur de Locres, Zaleucos, pour montrer son impartialité devant la loi qu'il a lui-même édictée, veut punir son propre fils, coupable d'adultère, en l'aveuglant.
Le législateur est représenté parmi une série de personnages vers la gauche, en train de donner fermement l'ordre d'appliquer la sentence malgré les suppliques des Locriens. La peine est exécutée à gauche, sur les marches d'un temple, où un bourreau s'approche du jeune homme assis, prêt à jeter l'œil extrait dans un bassin. De nombreux passants assistent à la scène. Un paysage de campagne apparaît à l'arrière-plan qui s'ouvre au milieu de la composition.

## Style
La scène montre une veine narrative monumentale et vive où l'on retrouve l'influence de Raphaël dont Perin del Vaga fut l'apprenti dans les salles du Vatican. En particulier, certains détails, tels que la figure qui tend les bras pour pointer le pivot de la scène, sont des références artistiques à d'autres fresques telles que Le Couronnement de Charlemagne.